# Морской хребет
Морско́й хребе́т — горный хребет в центральной Бурятии (Россия), протянувшийся с юго-запада на северо-восток на 100 км от придельтовой долины реки Селенги до реки Кики вдоль восточного побережья озера Байкал.
Площадь хребта — около 3 000 км². Ширина — до 40 км. Средние высоты — 1200—1300 м, высшая точка — Давыдов Голец (1717 м). По хребту проходит административная граница Кабанского и Прибайкальского районов. Северо-восточную часть хребта, прилегающую к Байкалу, занимает учреждённый в 1981 году государственный природный биологический Прибайкальский заказник.
Морской хребет является частью хребтов, формирующих восточный борт Байкальской котловины. Северо-восточные склоны хребта опускаются к долине реки Кики, юго-восточные — к долине реки Итанцы, южные и юго-западные — к долине Селенги, северо-западные — к озеру Байкал. В бо́льшей части хребта преобладает лесной пояс, на водоразделе — гольцы.
В хребте берут начало:
- реки бассейна Селенги — Итанца, Бурля, Кома, Малая, Большая, Кочевная, Метешиха и др.,
- реки, впадающие в Байкал — Таланчанка, Малая Сухая, Капустинская, Большая Зеленовская, Большая Сухая, Топка, Загза, Большой Дулан, Энхалук, Оймур, Сергеевка, Сырая Молька и др., а также левые притоки Кики.

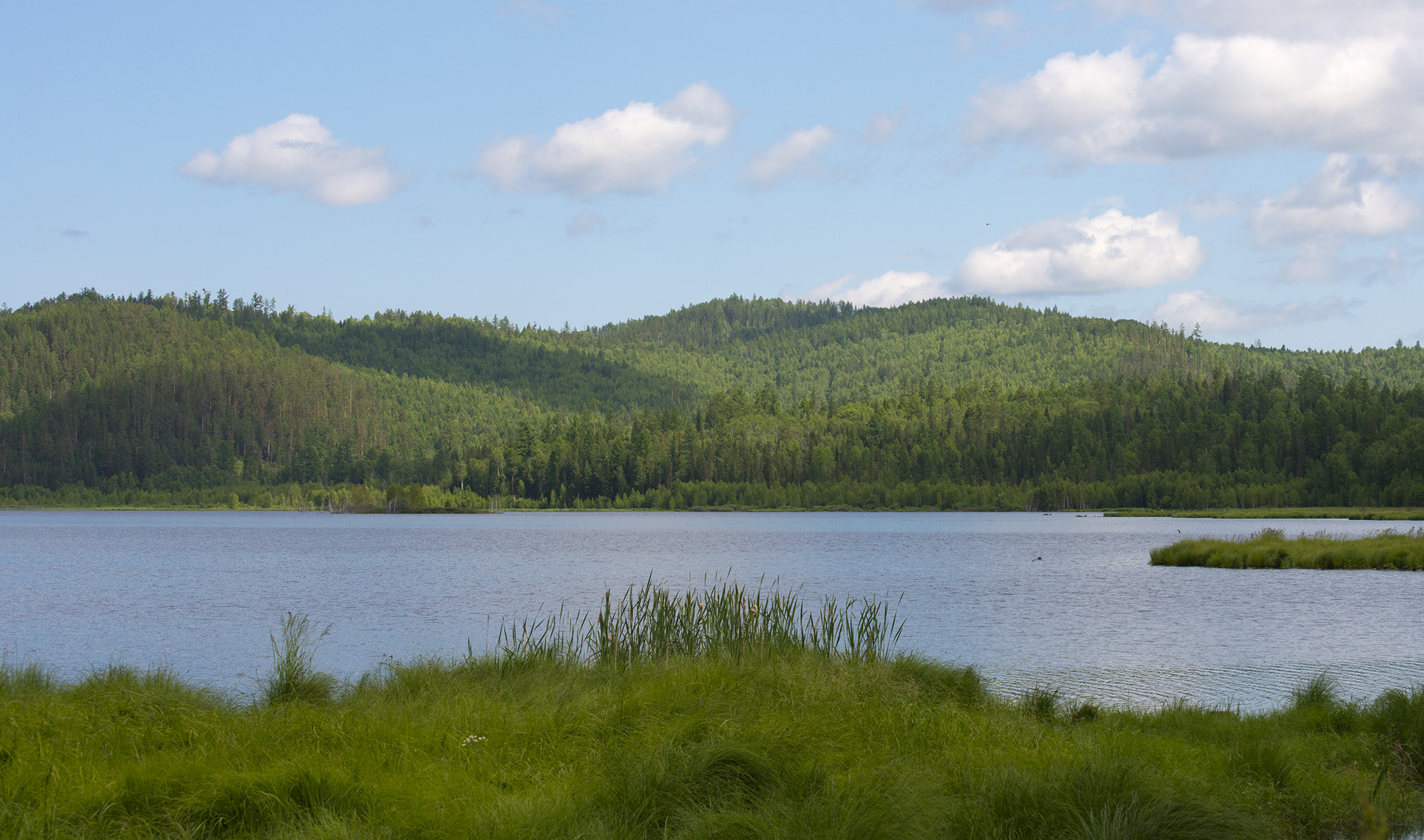
Озеро Колок

В северо-восточной части Морского хребта в межгорной котловине на высоте 579 м над уровнем моря, в окружении средних высот в 1200 м, находится озеро Колок, из которого берёт начало река Итанца.